# Stade de Nuuk
 (avril 2025).
Le stade de Nuuk est un stade multi-usage situé à Nuuk, capitale du Groenland.
Il est actuellement utilisé pour les parties de football et est géré par la Fédération du Groenland de football. Le stade a une capacité de 2 000 places.

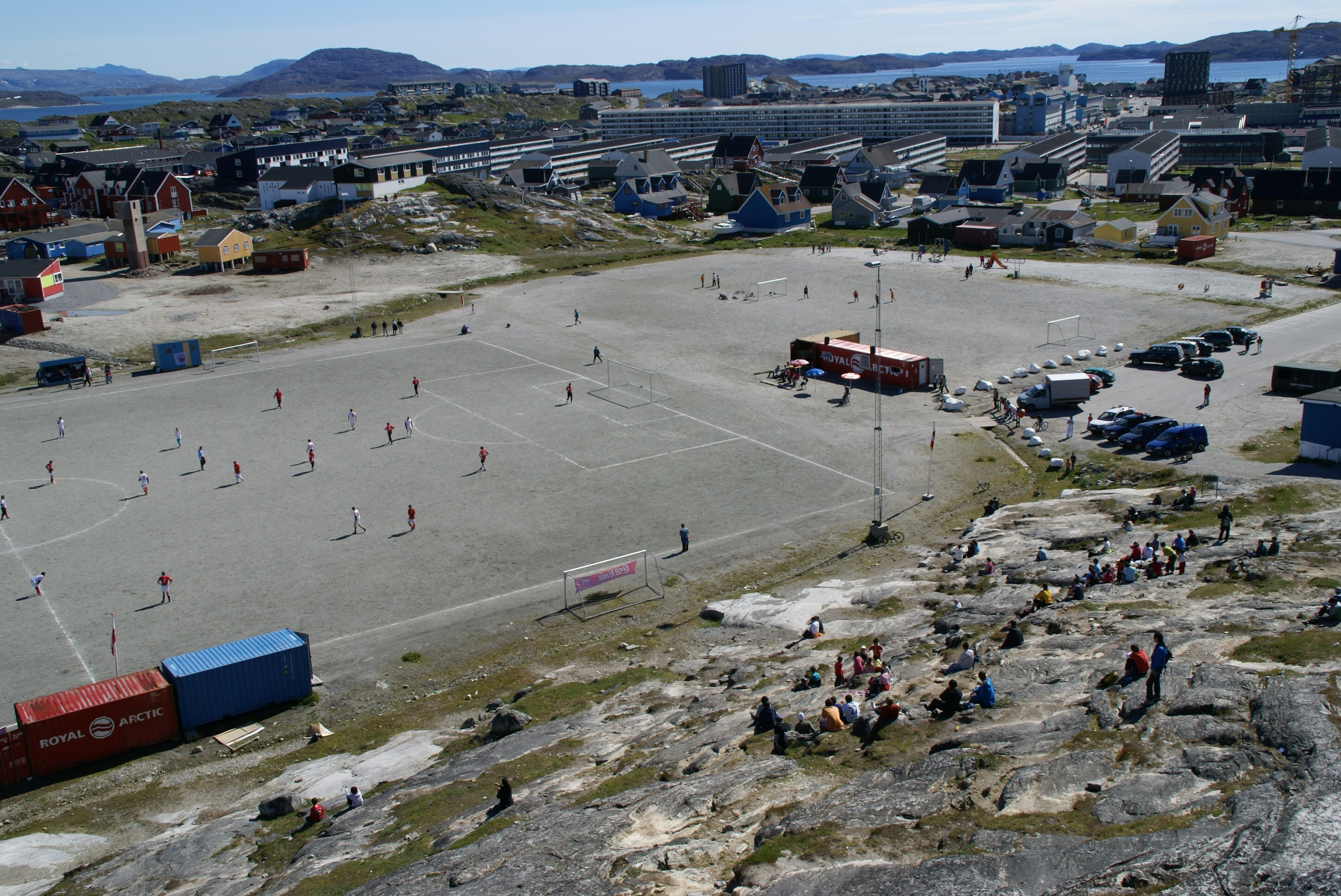
Le stade de Nuuk en 2015, avec son terrain en graviers.

En juillet 2016, une pelouse artificielle a été installée sur le terrain, remplaçant ainsi les graviers qui le recouvrait, afin que le stade puissent accueillir des compétitions de l'UEFA.
Néanmoins, la fédération envisage la construction d'un nouveau stade national près du port, l'Artisk Stadion (en), d'une capacité identique de 2 000 places.

## Utilisation
Le stade est utilisé par l'Équipe du Groenland de football et par les clubs B-67 et Nuuk Idraetslag.
Il sert également de lieu de divertissement. 
Le 2 novembre 2007, le groupe de rock écossais Nazareth a donné un concert en ces lieux.